# Shimanuki Jun
Jun Shimanuki (sinh ngày 7 tháng 8 năm 1988) là một cầu thủ bóng đá người Nhật Bản.

## Sự nghiệp câu lạc bộ
Jun Shimanuki đã từng chơi cho Mito HollyHock.